# Meilen Tu
Meilen Tu (née le 17 janvier 1978 à Tarzana, Californie) est une joueuse de tennis américaine, professionnelle de 1994 à 2010.
Elle a remporté cinq titres WTA, dont quatre en double dames.

## Palmarès

### Titre en simple dames
| No | Date       | Nom et lieu du tournoi     | Catégorie | Dotation  | Surface    | Finaliste    | Score      |          |
| -- | ---------- | -------------------------- | --------- | --------- | ---------- | ------------ | ---------- | -------- |
| 1  | 01-01-2001 | ASB Bank Classic, Auckland | Tier V    | 110 000 $ | Dur (ext.) | Paola Suárez | 7-610, 6-2 | Parcours |

### Finale en simple dames
Aucune

### Titres en double dames
| No | Date       | Nom et lieu du tournoi                     | Catégorie | Dotation  | Surface         | Partenaire         | Finalistes                         | Score         |          |
| -- | ---------- | ------------------------------------------ | --------- | --------- | --------------- | ------------------ | ---------------------------------- | ------------- | -------- |
| 1  | 04-02-2002 | Open Gaz de France Paris                   | Tier II   | 585 000 $ | Moquette (int.) | Nathalie Dechy     | Elena Dementieva Janette Husárová  | Forfait       | Parcours |
| 2  | 09-09-2002 | Big Island Championships Waikoloa          | Tier IV   | 140 000 $ | Dur (ext.)      | María Vento-Kabchi | Nannie De Villiers Irina Selyutina | 1-6, 6-2, 6-3 | Parcours |
| 3  | 09-06-2003 | DFS Classic Birmingham                     | Tier III  | 170 000 $ | Gazon (ext.)    | Els Callens        | Alicia Molik Martina Navrátilová   | 7-5, 6-4      | Parcours |
| 4  | 16-02-2004 | Kroger St. Jude Cellular South Cup Memphis | Tier III  | 190 000 $ | Dur (int.)      | Åsa Svensson       | Maria Sharapova Vera Zvonareva     | 6-4, 7-60     | Parcours |

### Finales en double dames
| No | Date       | Nom et lieu du tournoi            | Catégorie | Dotation  | Surface         | Vainqueures                             | Partenaire     | Score          |          |
| -- | ---------- | --------------------------------- | --------- | --------- | --------------- | --------------------------------------- | -------------- | -------------- | -------- |
| 1  | 15-10-2001 | Eurotel Slovak Indoors Bratislava | Tier V    | 110 000 $ | Dur (int.)      | Dája Bedáňová Elena Bovina              | Nathalie Dechy | 6-3, 6-4       | Parcours |
| 2  | 11-02-2002 | Proximus Diamond Games Anvers     | Tier II   | 585 000 $ | Moquette (int.) | Magdalena Maleeva Patty Schnyder        | Nathalie Dechy | 6-3, 6-73, 6-3 | Parcours |
| 3  | 14-10-2002 | VUB Open Bratislava               | Tier V    | 110 000 $ | Dur (int.)      | Maja Matevžič Henrieta Nagyová          | Nathalie Dechy | 6-4, 6-0       | Parcours |
| 4  | 27-10-2003 | Challenge Bell Québec             | Tier III  | 170 000 $ | Moquette (int.) | Li Ting Sun Tiantian                    | Els Callens    | 6-3, 6-3       | Parcours |
| 5  | 08-01-2007 | Medibank International Sydney     | Tier II   | 600 000 $ | Dur (ext.)      | Anna-Lena Grönefeld Meghann Shaughnessy | Marion Bartoli | 6-3, 3-6, 7-62 | Parcours |
| 6  | 11-06-2007 | DFS Classic Birmingham            | Tier III  | 200 000 $ | Gazon (ext.)    | Chan Yung-Jan Chuang Chia-Jung          | Sun Tiantian   | 7-63, 6-3      | Parcours |

## Parcours en Grand Chelem

### En simple dames
| Année | Open d'Australie | Open d'Australie     | Internationaux de France | Internationaux de France | Wimbledon       | Wimbledon           | US Open         | US Open          |
| ----- | ---------------- | -------------------- | ------------------------ | ------------------------ | --------------- | ------------------- | --------------- | ---------------- |
| 1994  | -                | -                    | -                        | -                        | -               | -                   | 1er tour (1/64) | Silvia Farina    |
| 1997  | 2e tour (1/32)   | Magdalena Grzybowska | 1er tour (1/64)          | Natasha Zvereva          | 1er tour (1/64) | Inés Gorrochategui  | 2e tour (1/32)  | Arantxa Sánchez  |
| 1998  | 1er tour (1/64)  | Yayuk Basuki         | -                        | -                        | -               | -                   | -               | -                |
| 1999  | 2e tour (1/32)   | Natasha Zvereva      | 1er tour (1/64)          | Sylvia Plischke          | -               | -                   | 1er tour (1/64) | Nicole Pratt     |
| 2000  | 1er tour (1/64)  | Barbara Schett       | -                        | -                        | -               | -                   | 1er tour (1/64) | Anke Huber       |
| 2001  | 2e tour (1/32)   | Barbara Rittner      | 2e tour (1/32)           | Meghann Shaughnessy      | 1er tour (1/64) | Lilia Osterloh      | 2e tour (1/32)  | Venus Williams   |
| 2002  | 2e tour (1/32)   | Jennifer Capriati    | 1er tour (1/64)          | Amy Frazier              | 3e tour (1/16)  | Tamarine Tanasugarn | 1er tour (1/64) | Denisa Chládková |
| 2003  | 1er tour (1/64)  | Anna Smashnova       | 1er tour (1/64)          | Laura Granville          | -               | -                   | -               | -                |
| 2005  | 1er tour (1/64)  | Klára Koukalová      | 1er tour (1/64)          | Kim Clijsters            | 1er tour (1/64) | Shahar Peer         | -               | -                |
| 2006  | -                | -                    | -                        | -                        | 2e tour (1/32)  | Li Na               | 1er tour (1/64) | Emma Laine       |
| 2007  | 2e tour (1/32)   | Shahar Peer          | 2e tour (1/32)           | Ai Sugiyama              | 2e tour (1/32)  | Ana Ivanović        | 1er tour (1/64) | Shahar Peer      |
| 2008  | 1er tour (1/64)  | Maria Kirilenko      | -                        | -                        | -               | -                   | -               | -                |

À droite du résultat, l’ultime adversaire.

### En double dames
| Année | Open d'Australie            | Open d'Australie            | Internationaux de France      | Internationaux de France   | Wimbledon                     | Wimbledon                     | US Open                      | US Open                     |
| ----- | --------------------------- | --------------------------- | ----------------------------- | -------------------------- | ----------------------------- | ----------------------------- | ---------------------------- | --------------------------- |
| 1995  | -                           | -                           | 1er tour (1/32) Laxmi Poruri  | K. Nagatsuka Ai Sugiyama   | 1er tour (1/32) Laxmi Poruri  | A. Fusai K. Habšudová         | 1er tour (1/32) Laxmi Poruri | Hiromi Nagano E. Pampoulova |
| 1997  | -                           | -                           | -                             | -                          | -                             | -                             | 1er tour (1/32) A. Lettiere  | F. Labat Mercedes Paz       |
| 1998  | 3e tour (1/8) S. Reeves     | Likhovtseva Ai Sugiyama     | -                             | -                          | -                             | -                             | -                            | -                           |
| 1999  | 1er tour (1/32) Weingärtner | K. Boogert A. Sidot         | -                             | -                          | -                             | -                             | 1er tour (1/32) K. Brandi    | Amy Frazier K. Schlukebir   |
| 2000  | -                           | -                           | -                             | -                          | -                             | -                             | 2e tour (1/16) Marissa Irvin | Lisa Raymond Rennae Stubbs  |
| 2001  | 1er tour (1/32) Eva Bes     | Cara Black Likhovtseva      | 1er tour (1/32) Alina Jidkova | Nicole Pratt P. Tarabini   | 1er tour (1/32) Alina Jidkova | C. Dhenin Mariana Díaz        | 2e tour (1/16) E. Gagliardi  | Whitney Laiho J. Lehnhoff   |
| 2002  | 2e tour (1/16) E. Gagliardi | D. Hantuchová A. Sánchez    | 2e tour (1/16) N. Dechy       | S. Asagoe T. Musgrave      | 2e tour (1/16) N. Dechy       | Rika Fujiwara Ai Sugiyama     | 2e tour (1/16) N. Dechy      | Cara Black Likhovtseva      |
| 2003  | 2e tour (1/16) R. McQuillan | Kirstin Freye Dragana Zarić | 2e tour (1/16) Els Callens    | E. Daniilídou Rita Grande  | 2e tour (1/16) Els Callens    | E. Dementieva Krasnoroutskaïa | 3e tour (1/8) Els Callens    | V. Ruano Paola Suárez       |
| 2004  | 2e tour (1/16) Åsa Svensson | Petra Mandula P. Wartusch   | 2e tour (1/16) Els Callens    | D. Chládková E. Dementieva | 1er tour (1/32) Åsa Svensson  | María Vento A. Widjaja        | 2e tour (1/16) Åsa Svensson  | E. Dementieva Ai Sugiyama   |
| 2005  | 3e tour (1/8) M. Sequera    | S. Kuznetsova Alicia Molik  | 1er tour (1/32) M. Sequera    | B. Stewart S. Stosur       | 1er tour (1/32) Randriantefy  | Émilie Loit B. Strýcová       | 2e tour (1/16) Jill Craybas  | Cara Black Rennae Stubbs    |
| 2006  | 2e tour (1/16) Jill Craybas | V. Ruano Paola Suárez       | 3e tour (1/8) Maret Ani       | N. Dechy V. Zvonareva      | 2e tour (1/16) Maret Ani      | Yuliana Fedak T. Perebiynis   | 3e tour (1/8) Maret Ani      | N. Dechy V. Zvonareva       |
| 2007  | 1er tour (1/32) M. Sequera  | A. Harkleroad G. Voskoboeva | 1er tour (1/32) T. Garbin     | Ágnes Szávay V. Uhlířová   | 3e tour (1/8) M. Bartoli      | K. Srebotnik Ai Sugiyama      | 3e tour (1/8) A. Morigami    | S. Foretz Y. Shvedova       |
| 2008  | 3e tour (1/8) Maret Ani     | S. Williams V. Williams     | -                             | -                          | -                             | -                             | -                            | -                           |

Sous le résultat, la partenaire ; à droite, l’ultime équipe adverse.

### En double mixte
| Année | Open d'Australie              | Open d'Australie          | Internationaux de France | Internationaux de France | Wimbledon                  | Wimbledon                 | US Open                    | US Open                 |
| ----- | ----------------------------- | ------------------------- | ------------------------ | ------------------------ | -------------------------- | ------------------------- | -------------------------- | ----------------------- |
| 2004  | -                             | -                         | -                        | -                        | 2e tour (1/16) O. Rochus   | Rennae Stubbs J. Björkman | -                          | -                       |
| 2005  | 1er tour (1/16) Chris Haggard | T. Musgrave Wayne Arthurs | -                        | -                        | -                          | -                         | -                          | -                       |
| 2006  | -                             | -                         | -                        | -                        | 1er tour (1/32) G. Oliver  | T. Perebiynis Paul Hanley | -                          | -                       |
| 2007  | -                             | -                         | -                        | -                        | 1er tour (1/32) Jim Thomas | K. Bondarenko Jordan Kerr | 1er tour (1/16) F. Santoro | Alicia Molik Mike Bryan |
| 2008  | 2e tour (1/8) M. Matkowski    | Yan Zi Mark Knowles       | -                        | -                        | -                          | -                         | -                          | -                       |

Sous le résultat, le partenaire ; à droite, l’ultime équipe adverse.

## Parcours en «Premier Mandatory» et «Premier 5»
Découlant d'une réforme du circuit WTA inaugurée en 2009, les tournois WTA « Premier Mandatory » et « Premier 5 » constituent les catégories d'épreuves les plus prestigieuses, après les quatre levées du Grand Chelem.

### En double dames
| Année | Premier Mandatory | Premier Mandatory | Premier Mandatory | Premier Mandatory | Premier Mandatory | Premier Mandatory | Premier Mandatory | Premier Mandatory       | Premier 5            | Premier 5 | Premier 5 | Premier 5 | Premier 5 | Premier 5 | Premier 5 | Premier 5 | Premier 5  | Premier 5  | Premier 5 | Premier 5 | Premier 5 | Premier 5 |
| Année | Indian Wells      | Indian Wells      | Miami             | Miami             | Madrid            | Madrid            | Pékin             | Pékin                   | Dubaï                | Dubaï     | Doha      | Doha      | Rome      | Rome      | Canada    | Canada    | Cincinnati | Cincinnati | Tokyo     | Tokyo     | Wuhan     | Wuhan     |
| ----- | ----------------- | ----------------- | ----------------- | ----------------- | ----------------- | ----------------- | ----------------- | ----------------------- | -------------------- | --------- | --------- | --------- | --------- | --------- | --------- | --------- | ---------- | ---------- | --------- | --------- | --------- | --------- |
| 2010  |                   |                   |                   |                   |                   |                   |                   |                         |                      |           |           |           |           |           |           |           |            |            |           |           |           |           |
| —     | —                 | —                 | —                 | —                 | —                 | —                 | —                 | 1er tour (1/16) Grandin | Kleybanova Schiavone |           |           | —         | —         | —         | —         | —         | —          | —          | —         |           |           |           |

N.B. : le nom de la partenaire se trouve sous le résultat ; le nom des ultimes adversaires se trouve à droite.

## Parcours en Fed Cup
| #                                                                | Date       | Lieu  | Surface    | Gagnante(s)   | Perdante(s) | Score    |          |
|                                                                  |            |       |            |               |             |          |          |
| 2007 - 1/2 finale (groupe mondial) - États-Unis - Russie - 2 : 3 |            |       |            |               |             |          |          |
| 1                                                                | 14/07/2007 | Stowe | Dur (ext.) | Nadia Petrova | Meilen Tu   | 6-1, 6-2 | Parcours |

## Classements WTA en fin de saison

### En simple
| Année | 1994 | 1995 | 1996 | 1997 | 1998 | 1999 | 2000 | 2001 | 2002 | 2003 | 2004 | 2005 | 2006 | 2007 | 2008 |
| Rang  | 158  | 159  | 157  | 79   | 204  | 105  | 67   | 45   | 73   | 145  | 161  | 119  | 89   | 48   | 635  |

Source : (en) « Classements de Meilen Tu », sur le site officiel du WTA Tour

### En double
| Année | 1995 | 1996 | 1997 | 1998 | 1999 | 2000 | 2001 | 2002 | 2003 | 2004 | 2005 | 2006 | 2007 | 2008 |
| Rang  | 142  | 165  | 146  | 214  | 179  | 156  | 79   | 39   | 41   | 52   | 91   | 45   | 28   | 152  |

Source : (en) « Classements de Meilen Tu », sur le site officiel du WTA Tour